# Greg Ostertag
Gregory Donovan Ostertag (Dallas, Texas, 6 de marzo de 1973) es un exjugador de baloncesto estadounidense que disputó 11 temporadas de la NBA, diez de ellas en los Utah Jazz. Con 2,18 metros de altura, jugaba en la posición de pívot. Tanto en la universidad como en profesionales llevó el poco usual número del "00" (doble cero).

## Trayectoria deportiva

### Universidad
Jugó durante cuatro temporadas con los Jayhawks de la Universidad de Kansas, con los que llegó a disputar dos Final Four de la NCAA. Posee el récord de tapones de Kansas y de la Big Ten Conference, con 258. En total promedió 7,6 puntos, 6,1 rebotes y 2,1 tapones por partido.

### Profesional
Fue elegido en el puesto 28 del Draft de la NBA de 1995 por Utah Jazz, equipo donde jugó la mayor parte de su carrera junto a estrellas como John Stockton o Karl Malone, jugando casi siempre como pívot suplente. Durante la temporada 1997-1998, disputó las Finales de la NBA contra los Chicago Bulls de Michael Jordan, en el que sería el sexto anillo en menos de una década para la franquicia de Illinois. 
En dos ocasiones apareció en la lista de los 10 mejores taponadores de la liga. En la temporada 2004-05 firmó como agente libre con Sacramento Kings, donde apenas contó para su entrenador, y se vio envuelto al año siguiente en el que está considerado el traspaso más complicado de la liga, ya que se vieron involucrados 5 equipos y 13 jugadores, yendo a parar de nuevo a los Jazz, donde ese año puso punto final a su carrera.
En sus 11 temporadas promedió 4,6 puntos, 5,5 rebotes y 1,7 tapones por partido.
Después de 5 años retirado, vuelve a jugar para los Texas Legends, de la D-League.

## Estadísticas de su carrera en la NBA
|  | Líder de la liga |

### Temporada regular
| Año       | Equipo     | PJ  | PT  | MPP  | %TC  | %3P  | %TL  | RPP | APP | ROB | TPP | PPP |
| --------- | ---------- | --- | --- | ---- | ---- | ---- | ---- | --- | --- | --- | --- | --- |
| 1995-96   | Utah       | 57  | 10  | 11.6 | .473 | –    | .667 | 3.1 | .1  | .1  | 1.1 | 3.6 |
| 1996-97   | Utah       | 77  | 70  | 23.6 | .515 | .000 | .678 | 7.3 | .4  | .3  | 2.0 | 7.3 |
| 1997-98   | Utah       | 63  | 23  | 20.4 | .481 | –    | .479 | 5.9 | .4  | .4  | 2.1 | 4.7 |
| 1998-99   | Utah       | 48  | 48  | 27.9 | .476 | –    | .620 | 7.3 | .5  | .2  | 2.7 | 5.7 |
| 1999-2000 | Utah       | 81  | 3   | 19.8 | .464 | .000 | .636 | 6.0 | .2  | .2  | 2.1 | 4.5 |
| 2000-01   | Utah       | 81  | 3   | 18.4 | .495 | .500 | .556 | 5.1 | .3  | .3  | 1.8 | 4.5 |
| 2001-02   | Utah       | 74  | 14  | 15.0 | .453 | –    | .485 | 4.2 | .7  | .2  | 1.5 | 3.3 |
| 2002-03   | Utah       | 81  | 74  | 23.8 | .518 | –    | .510 | 6.2 | .7  | .2  | 1.8 | 5.4 |
| 2003-04   | Utah       | 78  | 51  | 27.6 | .476 | .000 | .579 | 7.4 | 1.6 | .4  | 1.8 | 6.8 |
| 2004-05   | Sacramento | 56  | 3   | 9.9  | .440 | .000 | .342 | 3.0 | .7  | .1  | .7  | 1.6 |
| 2005-06   | Utah       | 60  | 22  | 13.5 | .492 | –    | .500 | 3.8 | 1.0 | .1  | 1.1 | 2.4 |
| Total     | Total      | 756 | 321 | 19.5 | .486 | .100 | .569 | 5.5 | .6  | .3  | 1.7 | 4.6 |

### Playoffs
| Año   | Equipo     | PJ  | PT  | MPP  | %TC   | %3P | %TL  | RPP | APP | ROB | TPP | PPP |
| ----- | ---------- | --- | --- | ---- | ----- | --- | ---- | --- | --- | --- | --- | --- |
| 1996  | Utah       | 15  | 0   | 14.1 | .444  | –   | .619 | 3.3 | .1  | .1  | 1.4 | 3.5 |
| 1997  | Utah       | 20* | 20* | 20.3 | .410  | –   | .743 | 6.9 | .3  | .5  | 2.4 | 4.7 |
| 1998  | Utah       | 19  | 1   | 17.7 | .565  | –   | .480 | 4.3 | .3  | .4  | 1.9 | 3.4 |
| 1999  | Utah       | 11  | 11  | 23.7 | .371  | –   | .643 | 5.9 | .5  | .2  | 2.2 | 4.0 |
| 2000  | Utah       | 8   | 0   | 21.5 | .526  | –   | .455 | 5.6 | .3  | .3  | 2.1 | 3.8 |
| 2001  | Utah       | 5   | 0   | 12.8 | .364  | –   | .000 | 3.6 | .2  | .0  | .4  | 1.6 |
| 2002  | Utah       | 4   | 0   | 21.8 | .619  | –   | .100 | 8.5 | .5  | .5  | 1.8 | 6.8 |
| 2003  | Utah       | 5   | 5   | 30.2 | .444  | –   | .737 | 8.6 | 1.6 | .6  | 1.8 | 9.2 |
| 2004  | Sacramento | 2   | 0   | 13.0 | 1.000 | –   | –    | 4.5 | .0  | .5  | 1.0 | 3.0 |
| Total | Total      | 89  | 37  | 19.9 | .465  | –   | .573 | 5.4 | .3  | .3  | 1.9 | 4.2 |